# 巴斯克十字

巴斯克十字

巴斯克十字（巴斯克語:Lauburu）是十字架圖案的一種，類似卍字，但為曲線。巴斯克十字不僅出現在巴斯克人藝術，也出現在凱爾特人和日耳曼人等其他歐洲民族藝術之中。在西班牙的阿斯圖里亞斯和加利西亞地區，有時也能看見巴斯克十字。雖然巴斯克十字是巴斯克地區的象徵之一，但巴斯克十字並未出現在任何巴斯克政區的旗幟或徽章上。